# Bunker Holding
Die Bunker Holding A/S ist ein dänischer Bunkerer.
Zu der Holding gehören BMS United Bunkers, Unicore Fuel, Dan-Bunkering, Glander International Bunkering und Scandinavian Bunkering.